# NAMD
Nanoscale Molecular Dynamics (NAMD, anteriorment Not Another Molecular Dynamics Program) és un programari informàtic per a la simulació de la dinàmica molecular, escrit utilitzant el model de programació paral·lel Charm++ (que no s'ha de confondre amb CHARMM). Destaca per la seva eficiència paral·lela i s'utilitza sovint per simular grans sistemes (milions d'àtoms). S'ha desenvolupat amb la col·laboració del Grup de Biofísica Teòrica i Computacional (TCB) i el Laboratori de Programació Paral·lela (PPL) de la Universitat d'Illinois Urbana–Champaign.
Va ser introduït el 1995 per Nelson et al. com a codi de dinàmica molecular paral·lel que permet la simulació interactiva mitjançant l'enllaç al codi de visualització VMD. Des de llavors, NAMD ha madurat, afegint moltes funcions i escalant més enllà dels 500.000 nuclis de processador.
NAMD té una interfície per als paquets de química quàntica ORCA i MOPAC, així com una interfície amb guió per a molts altres paquets quàntics. Juntament amb Visual Molecular Dynamics (VMD) i QwikMD, la interfície de NAMD proporciona accés a simulacions híbrides QM/MM en una suite integrada, completa, personalitzable i fàcil d'utilitzar.
NAMD està disponible com a programari gratuït per a ús no comercial per part de particulars, institucions acadèmiques i corporacions per a usos empresarials interns.